# Omphalotus olivascens
Omphalotus olivascens är en svampart. Omphalotus olivascens ingår i släktet Omphalotus och familjen Marasmiaceae.

## Underarter
Arten delas in i följande underarter:
- indigo
- olivascens

## Källor

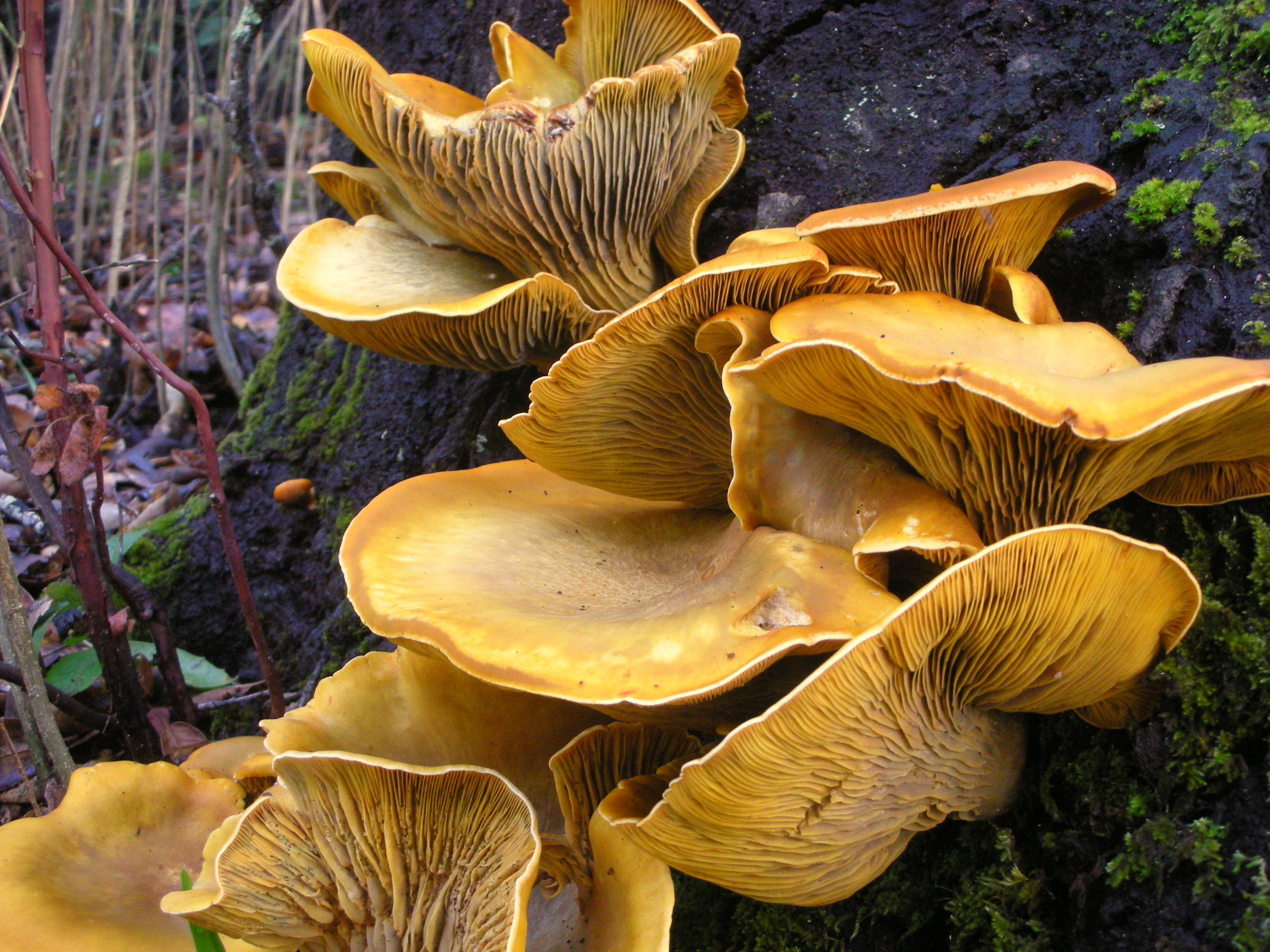
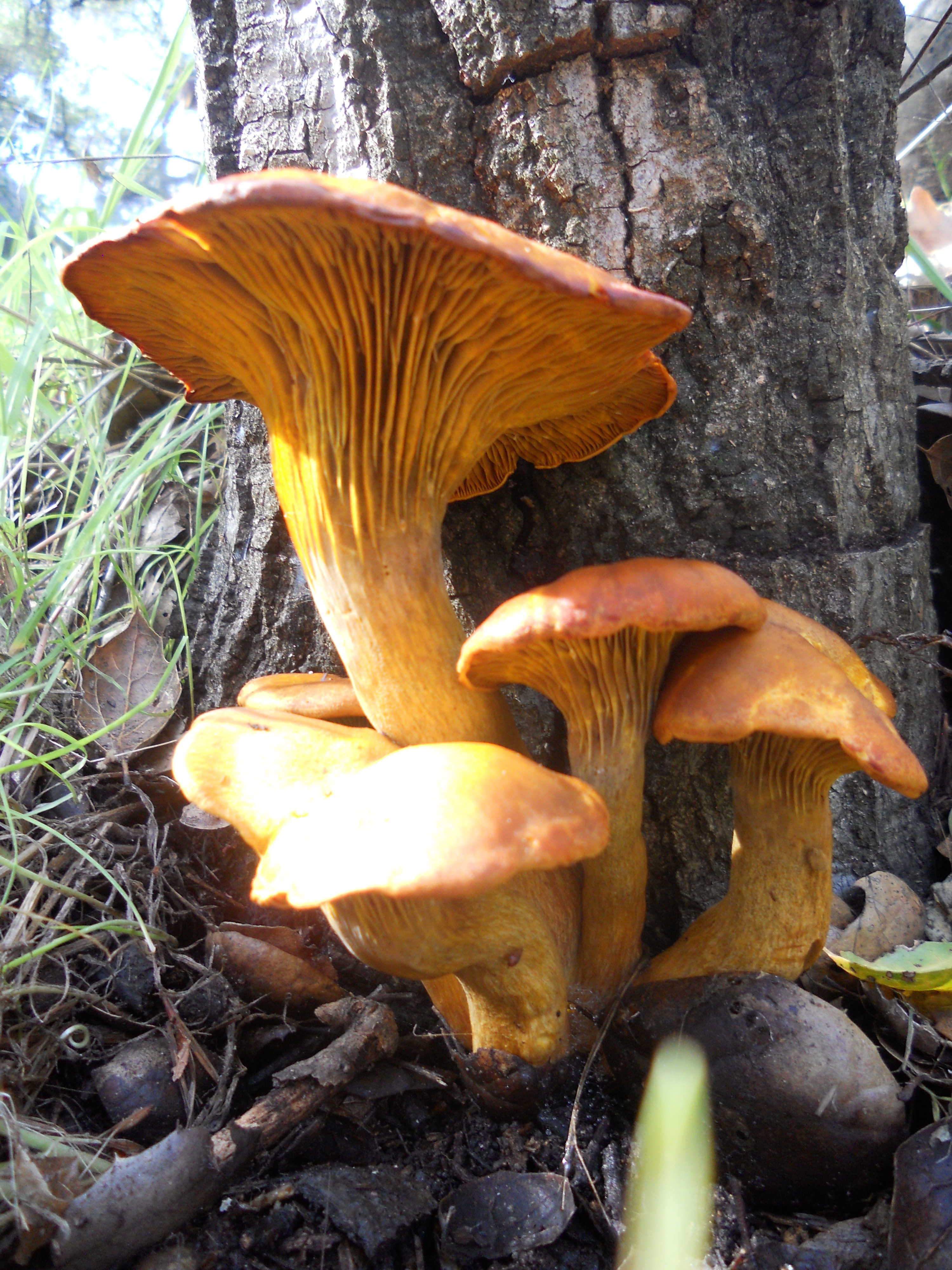
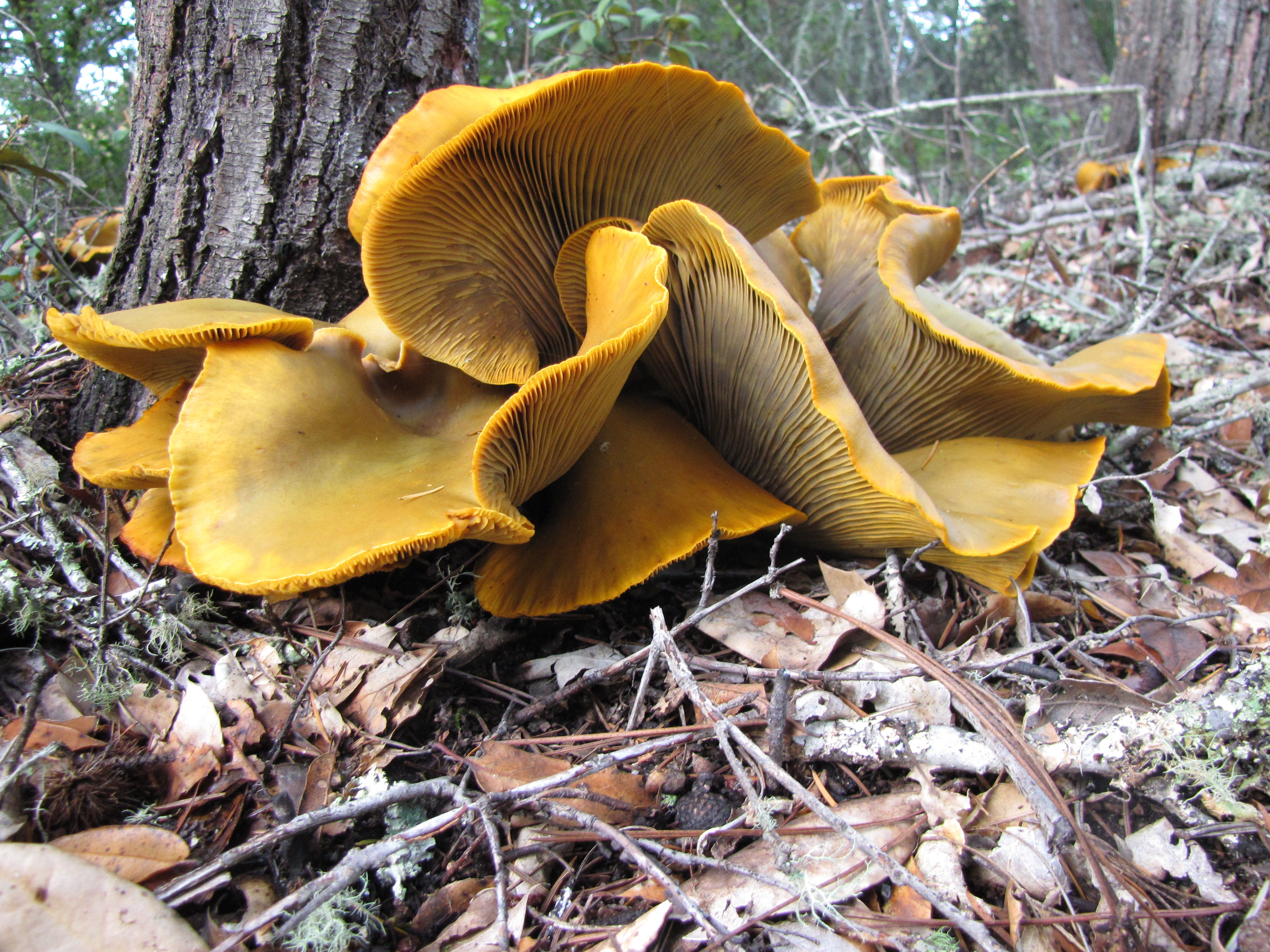
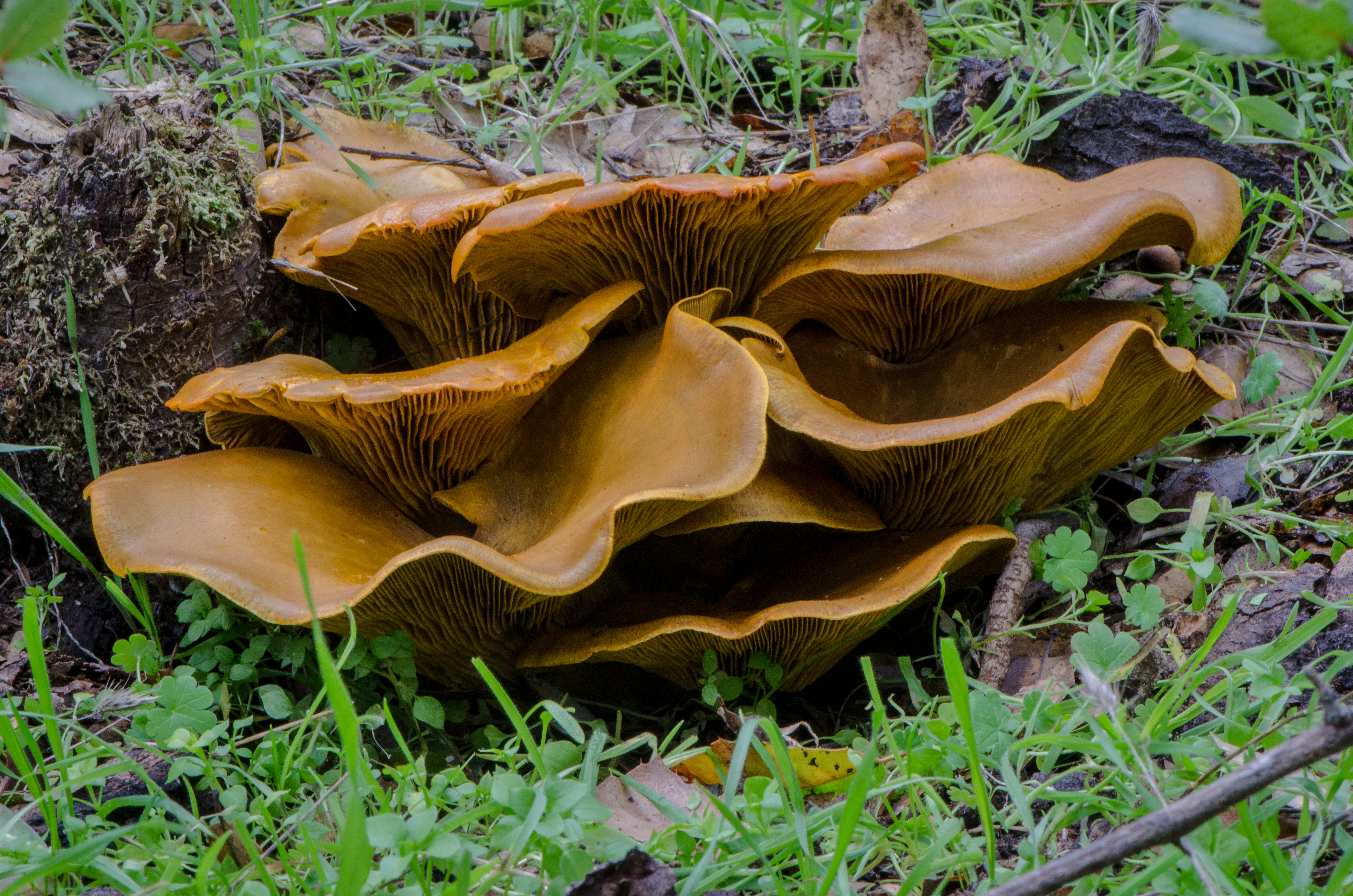